# Chiesa di Saint-Christophe de Charleroi
La chiesa di Saint-Christophe si trova nella Place Charles II a Charleroi, che assieme al municipio e la sua torre civica la circonda e la contraddistingue.

## Storia

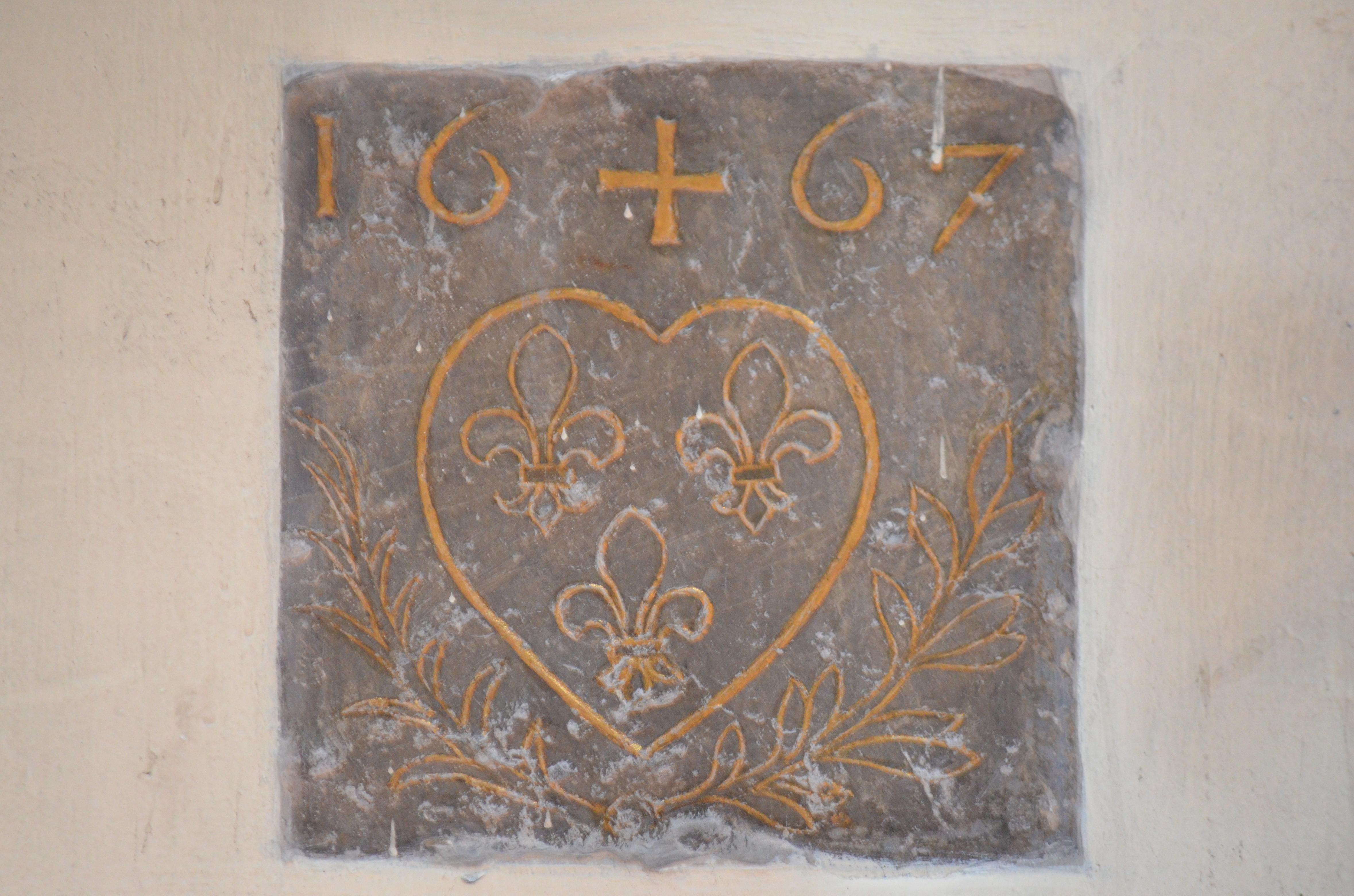
Pietra di fondazione.

L'origine dell'edificio risale al 1667, quando i francesi, che avevano appena preso la città, eressero una cappella di guarnigione dedicata al culto di Saint Louis. Di questa cappella rimane solo la pietra di fondazione inserita nel portico dell'attuale chiesa. Nel XVIII sec secolo, l'edificio sarà ampliato e dedicato al culto di San Cristoforo . Di questa chiesa barocca resta solo il coro costruito nel 1723 e parte della navata costruita nel 1778-1781 dall'architetto Flavion. In seguito al bombardamento delle truppe rivoluzionarie francesi nel 1794, l'edificio verrà in parte ricostruito. Un nuovo restauro doveva essere effettuato nel 1863, principalmente della facciata dall'architetto Auguste Cador.
L'edificio fu notevolmente trasformato nel 1956 dagli architetti Joseph André, Robert Puttemans e Charles Malcause. La chiesa assume dimensioni e volume molto maggiori. La cupola del diametro di sedici metri e che raggiunge un'altezza di quarantotto metri la domina. L'ingresso principale si sposta in rue Vauban. La vecchia chiesa, cassificata nel 1942, divenne in qualche modo il transetto della nuova costruzione.
Il coro del nuovo santuario custodisce un mosaico di Jean Ransy, che illustra l'Apocalisse di San Giovanni.
La chiesa è anche designata come basilica, ma non porta ufficialmente questo titolo; Joseph Tirou, all'epoca sindaco di Charleroi, afferma in un discorso avvenuto poco dopo la strage di Courcelles del 18 agosto 1944 : « Abbiamo bisogno di costruire una basilica... in modo che questo non accada mai più ! ».

## Galleria d'immagini

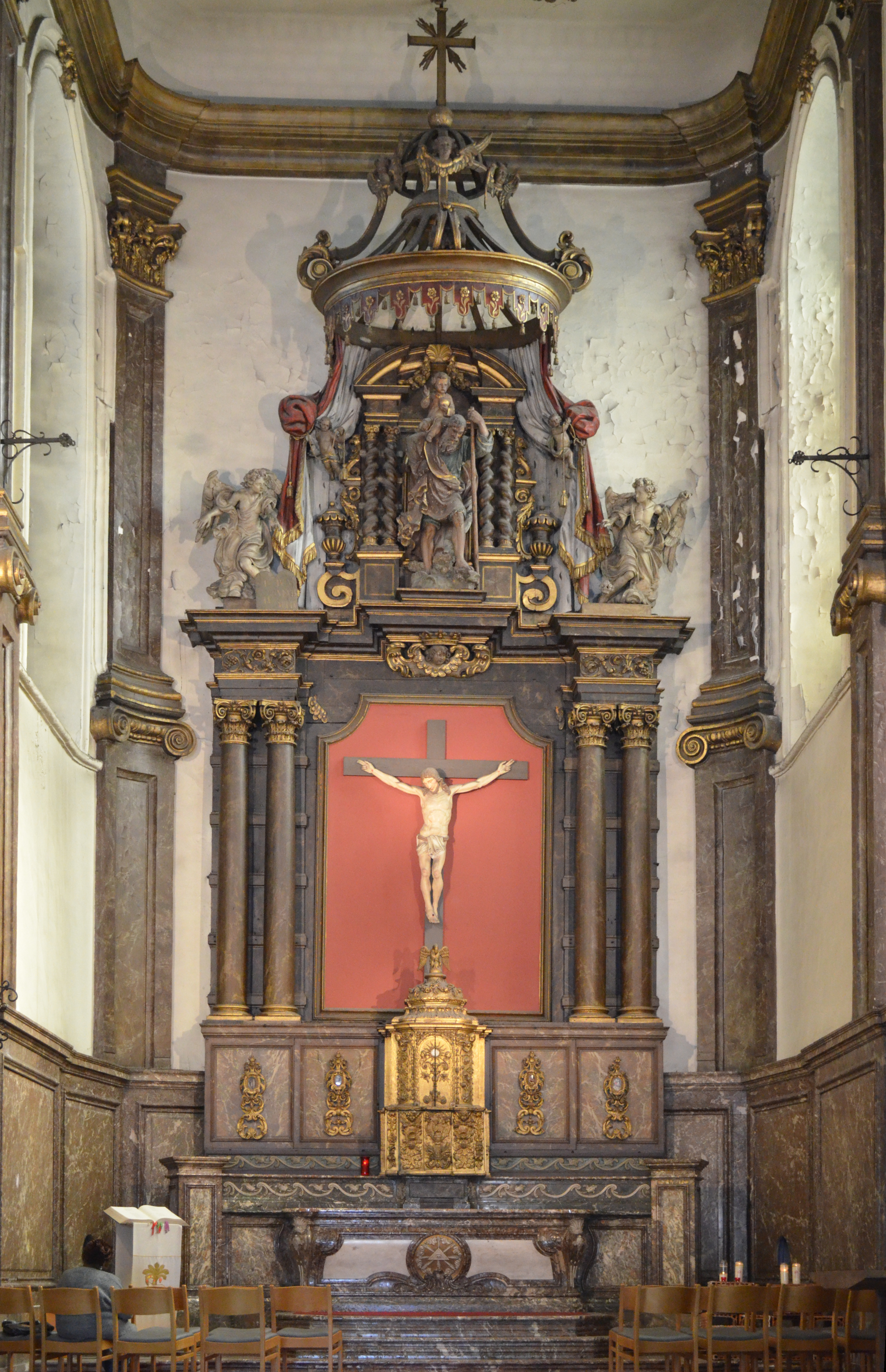
Antico coro con altare barocco.
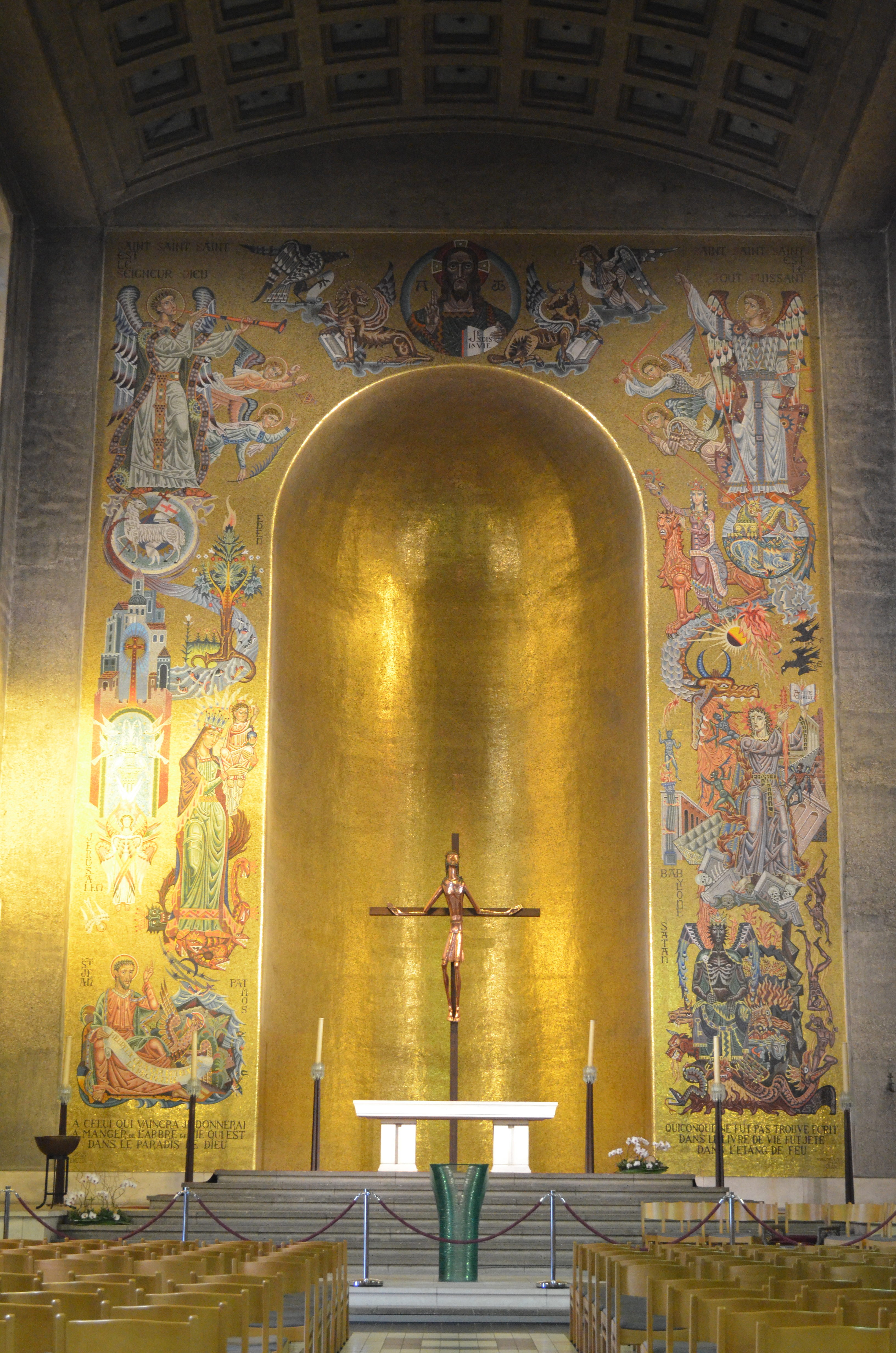
Coro attuale, con il mosaico di Jean Ransy.
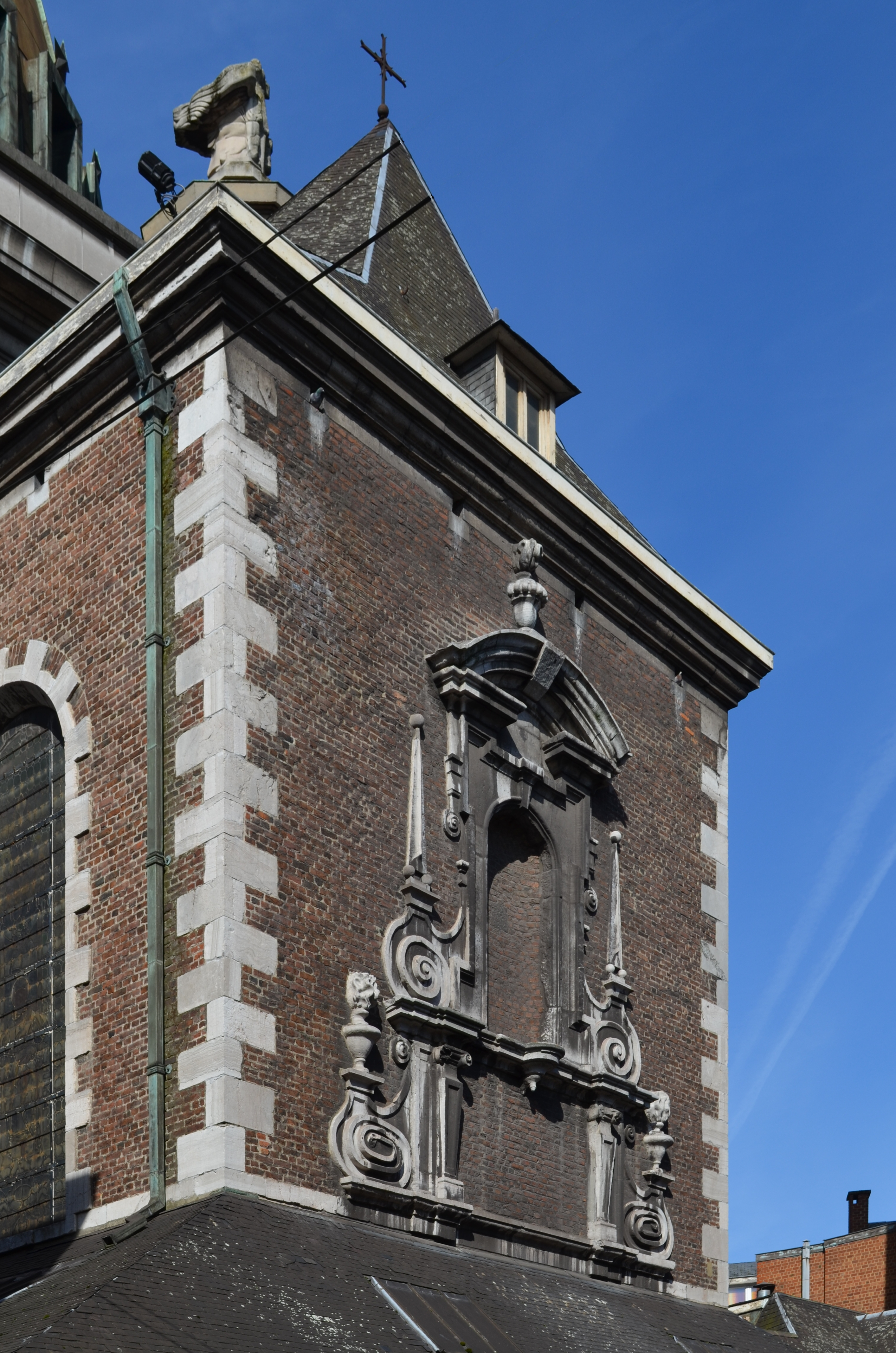
Abbozzo piatto barocco del vecchio coro.
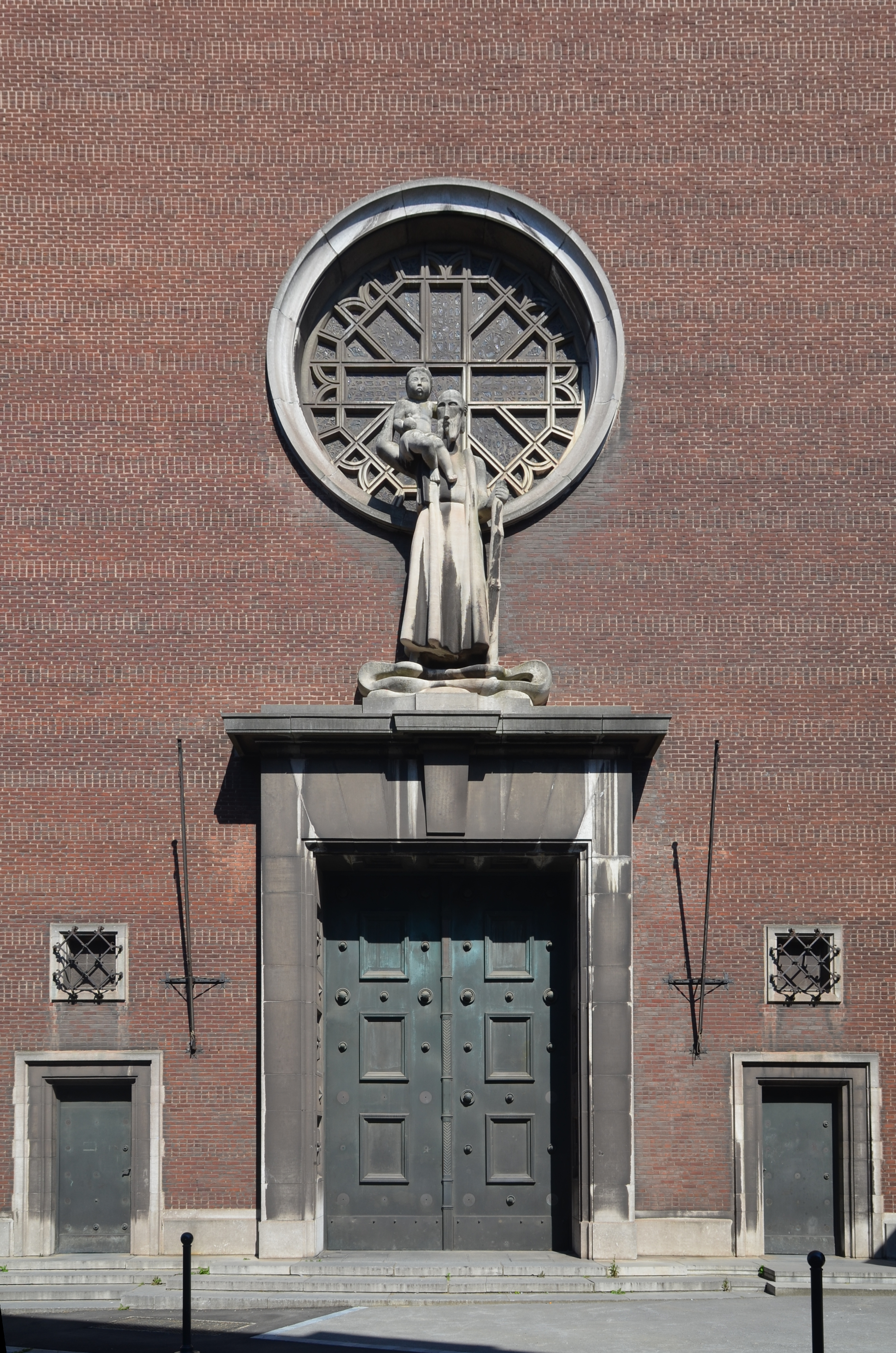
Porta d'ingresso alla nuova chiesa (rue Vauban). Scultura di Oscar Jespers.
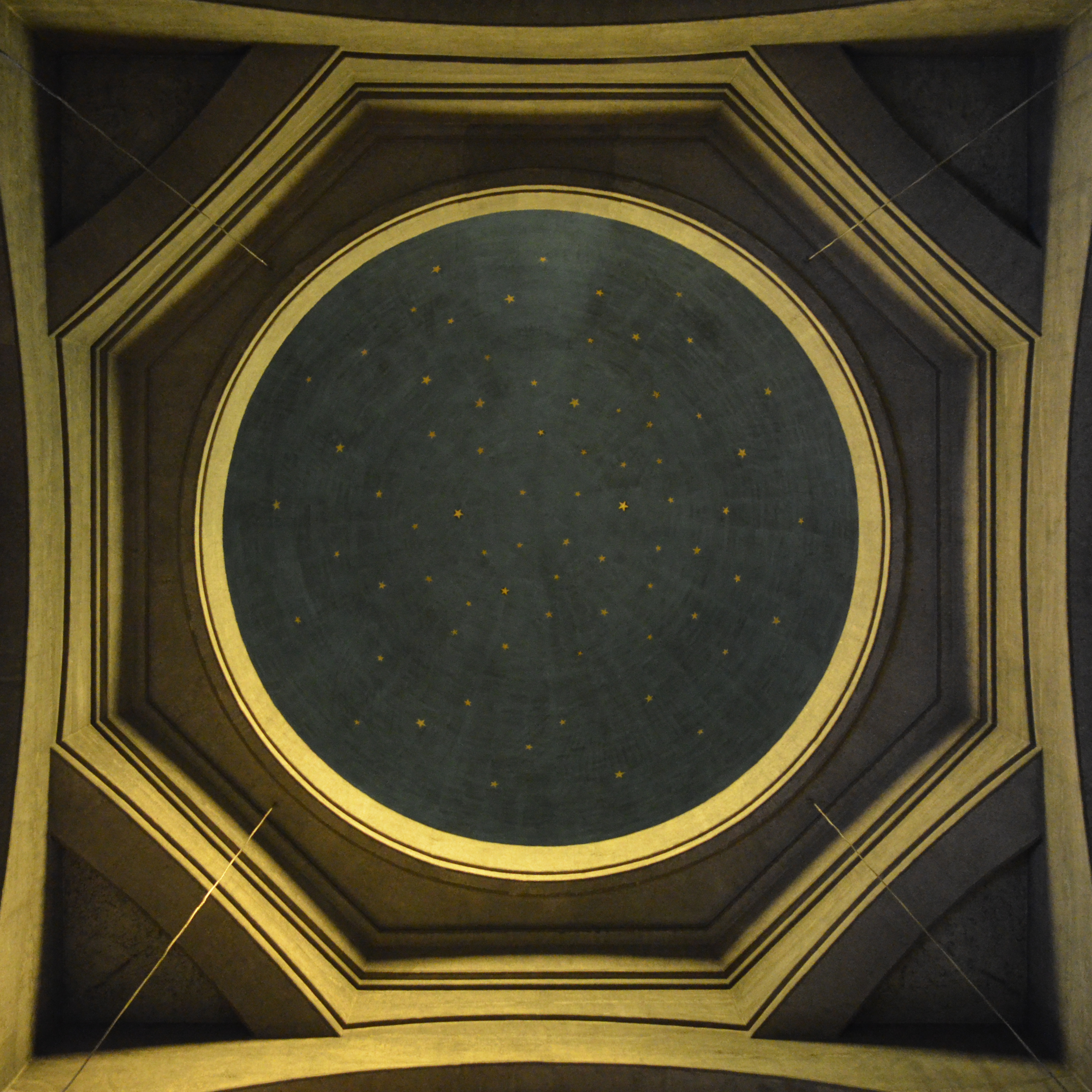
Cupola della Chiesa di Saint-Christophe.
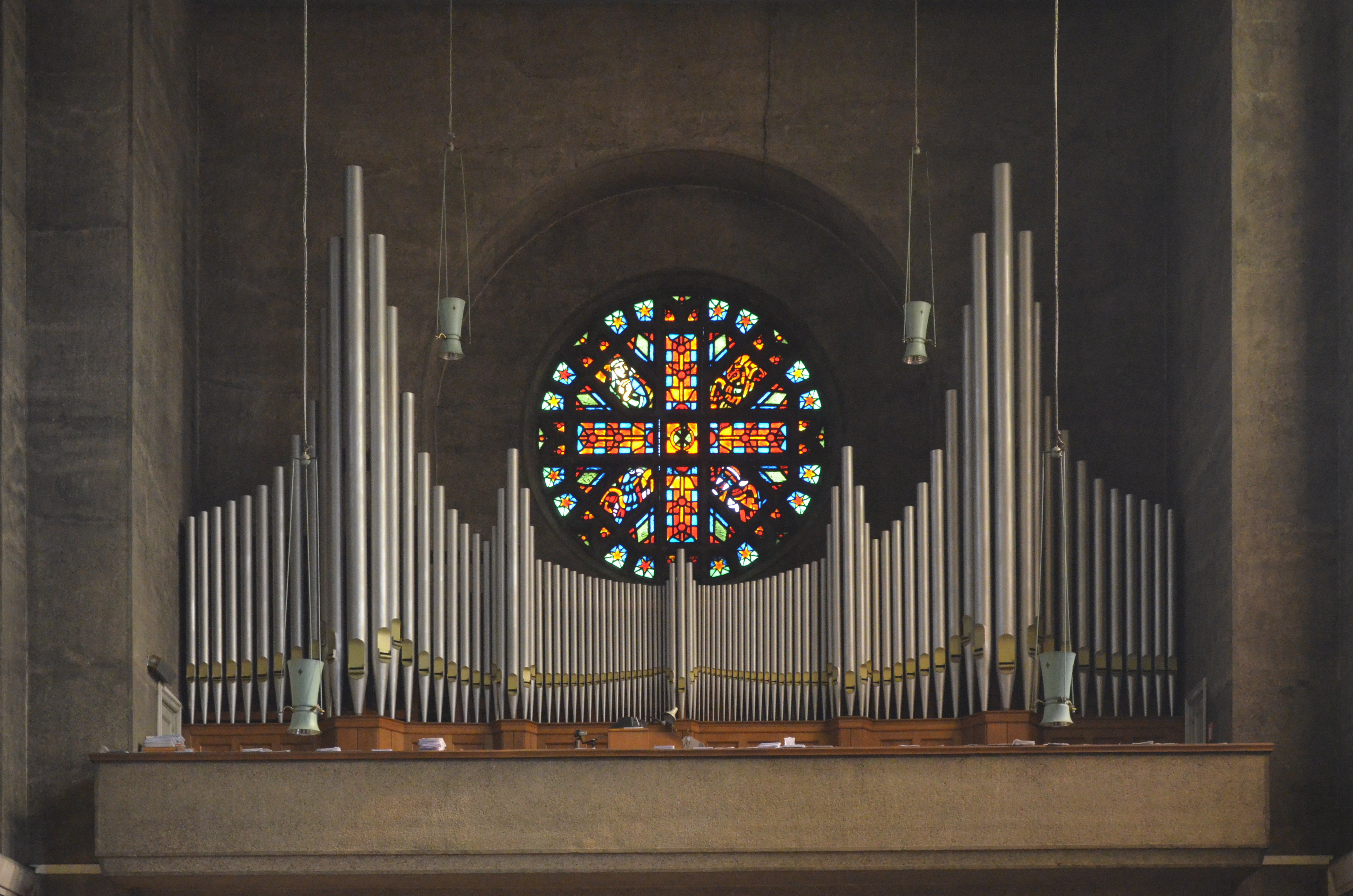
L'organo.